# Жажда над ручьём
«Жажда над ручьём» — советский чёрно-белый художественный фильм 1968 года, снятый режиссёрами Юрием Калевым и Константином Осиным на киностудии «Мосфильм».
Премьера фильма состоялась в июне 1969 года.

## Сюжет
Гидролог Лёша и Лиза из поисковой партии встречаются в тундре и решают пожениться, но свадьбу портит пурга. Лиза рассказывает о своей скучной жизни, и хандра возвращается. В конце она понимает, что счастье нужно искать в реальности, а не в мечтах.

## В ролях
- Тамара Совчи — Лиза
- Александр Павлов — Лёша
- Анатолий Грачёв
- Лев Дуров — начальник партии
- Виктор Уральский — Борис
- Владимир Протасенко — парень на танцах
- Павел Лебешев
- Владимир Липпарт
- Владимир Агурейкин
- Сергей Гуськов
- Екатерина Савинова — Оля
- Вениамин Филимонов

## Съёмочная группа
- Режиссёры: Юрий Калев, Константин Осин
- Сценарист: Юлиу Элдис
- Оператор: Виктор Шейнин
- Композитор: Шандор Каллош
- Художник: Алексей Лебедев